# 3 (nombre)
Cet article concerne le nombre 3. Pour les autres significations, voir 3 (homonymie) et Trois.
Pour les articles ayant des titres homophones, voir Troyes et Troie (homonymie).
3 (trois) est l'entier naturel qui suit 2 et qui précède 4.

## Écriture
La plupart des systèmes de numération possèdent un chiffre pour signifier le nombre trois.

Le terme « chiffre » désigne ici le signe scriptural utilisé pour écrire des nombres ou des numéros. Le terme « nombre » se réfère, quant à lui, à l’objet mathématique en tant que quantité et aux concepts qui s’y rapportent.

### Chiffre arabe
Le chiffre « trois », symbolisé « 3 », est le chiffre arabe servant notamment à signifier le nombre trois.
Lorsqu’il intervient dans une séquence de chiffres d’une notation positionnelle comme la numération indo-arabe, il en fixe la mantisse entière pour l’exposant de puissance implicitement fixée par le rang qu’il occupe dans la séquence.[pas clair]

### Autres chiffres actuels
Le chiffre « 3 » n'est pas le seul utilisé dans le monde ; un certain nombre d'alphabets — particulièrement ceux des langues du sous-continent indien et du sud-est asiatique — utilisent des chiffres différents, même au sein de la numération indo-arabe.
| Alphabet   | Chiffre | Alphabet | Chiffre | Alphabet  | Chiffre | Alphabet | Chiffre |
| ---------- | ------- | -------- | ------- | --------- | ------- | -------- | ------- |
| Amharique  | ፫       | Arabe    | ۳       | Bengalî   | ৩       | Birman   | ၃       |
| Devanāgarī | ३       | Gujarati | ૩       | Gurmukhî  | ੩       | Kannara  | ೩       |
| Khmer      | ໓       | Latin    | 3       | Malayalam | ൩       | Oriya    | ୩       |
| Tamoul     | ௩       | Télougou | ౩       | Thaï      | ๓       | Tibétain | ༣       |

## En mathématiques
Le nombre 3 est :
- le deuxième plus petit nombre premier (après 2) et le plus petit nombre premier impair ; le nombre premier suivant est 5 ;
- un nombre premier jumeau avec 5 ;
- le premier nombre de Fermat premier, soit {\displaystyle 2^{2^{0}}+1} ;
- le premier nombre premier de Mersenne, soit 22 – 1 et l'exposant du deuxième nombre de Mersenne premier ;
- un nombre premier factoriel, soit 2! + 1 et un nombre premier unique en raison des propriétés de son inverse ;
- un nombre premier cousin avec 7 ;
- le deuxième nombre premier non brésilien ;
- le deuxième nombre triangulaire, c'est-à-dire la somme des trois premiers entiers naturels (0 + 1 + 2 = 3) ;
- un nombre premier super-singulier ;
- le premier nombre premier chanceux ;
- l'un des six nombres chanceux d'Euler ;
- le deuxième nombre premier de Sophie Germain ;
- le quatrième nombre de Fibonacci et le troisième qui est unique ; c'est aussi un nombre de Lucas ;
- le quatrième nombre méandrique ouvert ;
- le premier élément du plus petit triplet pythagoricien, à savoir : (3, 4, 5) ;
- le premier élément d'une suite arithmétique de trois nombres premiers de la forme 3 + 2n (où n = 0 à 2) : 3, 5, 7[1].

En base dix, les fractions dont le dénominateur comporte le facteur 3 ont un chiffre unique qui se répète dans leurs développements décimaux, (, 000… ,333… ou, 666… ou, 999…).
Un nombre naturel est divisible par trois si la somme de ses chiffres en base dix est divisible par 3. Par exemple, le nombre 21 est divisible par trois (3 fois 7) et la somme de ses chiffres est 2 + 1 = 3.
Un nombre élevé à la puissance trois est un cube.
Les puissances entières successives de 3 sont : 1, 3, 9, 27, 81, 243, 729, 2187, 6561 ...

## En philosophie, religion, histoire
Beaucoup de cultures humaines ont donné au concept de triplet des sens symboliques.
- En indo-européen, le rattachement du numéral *trey- à *ter-, base commune à quatre racines exprimant le sens de « percer », « traverser », « blesser », est lié au fait que le troisième doigt de la main, le majeur, dépasse les autres[2] : c'est l'origine de la conception de la supériorité du nombre trois. De là, provient son emploi intensif et la préférence pour les triades : les trois Cieux, les trois couleurs, la triade Parole, Pensée, Action[3]. Ainsi, les Indo-Européens ont comme fonds commun mental la répartition des fonctions au sein la société monde en trois fonctions principales : souveraineté et sacré, combat, production, voir fonctions tripartites indo-européennes. On connaît dans la Rome archaïque la triade Jupiter, Mars, Quirinus, puis la triade capitoline, en Scandinavie, la triade d'Upsal, Odin, Thor, Freyr. D'où aussi, la forme trinitaire de la divinité suprême de l'Inde classique et dans le christianisme[3]. Les triades abondent dans la tradition celtique comme dans la tradition germanique[3].
- Les trois Doshas (« faiblesse ») et leurs antidotes sont la base de la médecine ayurvédique en Inde. Les trois gunas (actions de base), dans le système de connaissance védique. Il existe aussi le concept de Trimurti dans la tradition hindoue.
- La Trinité, dans le christianisme, consiste en la croyance d'un dieu unique, en 3 hypostases divines : le Père, le Fils et le Saint-Esprit.
- La « troisième voie » est un terme politique ou philosophique appliqué à une variété d'option de « troisième choix » qui offrent comme une alternative à des situations en dichotomie qui autrement pourrait apparaître polarisée. On peut aussi parler de « voie médiane » ou « voie moyenne ». Cette approche est souvent celle des philosophes taoïstes qui apprennent à dépasser le conflit entre yin et yang pour connaître l'harmonie ainsi que des philosophes de la Grèce antique, notamment le courant de pensée issu de Socrate qui part de la dialectique, du conflit de deux opinions diverses pour s'approcher de la Vérité.
- Cette répartition se retrouve en sociologie : voir trinité (sociologie).
- Selon Aristote, les stratégies persuasives dans la rhétorique sont au nombre de 3 : l'ethos, le pathos et le logos.
- Le processus de la synthèse dans la dialectique hégélienne créée un trio à partir d'un duo.
- 3 religions monothéistes (judaïsme, christianisme, islam)
- Symbolique :
  - Passé, présent, futur
  - Matière, espace, temps
  - Naissance, vie, mort
  - L'esprit, l'âme et le corps
  - Le Père, le Fils et le Saint-Esprit
  - Matériel, mental, spirituel
  - Homme, terre, ciel
  - Entrée, plat, dessert
  - Sagesse, force et beauté.
  - Physique, émotif et intellectuel
  - Positif, neutre, négatif
  - Cardinal, fixe, mutable
  - Gauche, centre, droite
  - Petit, moyen, grand
  - Longueur, largeur, hauteur
  - Direction, sens, valeur
  - La fonction religieuse liée au sacré, la fonction militaire liée à la force, la fonction productrice liée à la fécondité
  - L'homme, l'enfant et la femme
  - Le matin, l'après-midi et le soir
- Trois (三, écriture formelle : 叁, pinyin san1) est considéré comme un bon nombre dans la culture chinoise car il sonne comme le mot « vivant » (生 pinyin sheng1), comparé à quatre.

## Dans d'autres domaines
Un groupe de trois est souvent appelé triade, trinité, trilogie, trio ou triplet.
- Les trois marches du podium
- Les trois âges de la vie ; enfant, adulte, vieillard
- Les trois types de sons ; le bruit, la musique, la parole
- Les trois Parques sont les divinités maîtresses du sort des hommes.
- Les trois Grâces, déesses personnifiant la vie.
- Les trois Furies, sont les divinités persécutrices.
- Les trois Gorgones, sont des créatures fantastiques malfaisantes dont le regard a le pouvoir de pétrifier qui les regarde.
- La règle des trois unités au théâtre classique.
- Les trois pyramides de Gizeh
- Les trois rois mages
- Les trois principes du peuple
- Les nombreuses triple-alliances
- Les trois océans
- La règle des 3 en survie[4]

### Avions
- L'avion Mikoyan-Gourevitch MiG-3.

### Sciences
- La règle de trois en mathématiques
- Le nombre de dimensions spatiales (apparentes) dans notre univers.
- Le numéro atomique du lithium, un métal alcalin.
- Le nombre de types de base azotée que l'ADN et l'ARN ont en commun.
- Les trois couleurs primaires qui sont, selon le système chromatique envisagé, le jaune, le magenta (Rouge) et le cyan (Bleu) (synthèse soustractive des couleurs) ou le rouge, le vert et le bleu (synthèse additive des couleurs).
- Une couleur possède trois caractéristiques selon le modèle TSV : sa teinte, sa saturation et sa valeur.
- La Terre est la troisième planète du système solaire.

### Numérotation
- Années historiques : -3, 3, ou 1903.
- Ligne 3
- 03 est le numéro du département français de l'Allier.
- Le numéro de l'autoroute française A3 qui part de Paris (Porte de Bagnolet) pour atteindre Gonesse (Parc des expositions de Paris-Nord).
- En musique,
  - Le nombre III écrit en chiffres romain est le degré de la gamme médiante, de l'accord, ou de la fonction diatonique, lorsqu'il est distingué, III = majeure et iii = mineure.
  - Une tierce est un écart de deux notes dans la gamme. Elle peut être majeure (2 tons) ou mineure (1,5 ton). Elle est la deuxième note d'un accord parfait.
  - Le troisième mode est appelé Phrygien.

### Durée et temps
- L'âge du début de l'enfance (petite enfance, qui dure jusqu'à 6 ans).
- Dans le système scolaire français, la troisième est la dernière classe du collège.
- En France, le nombre d'années de mariage des noces de froment.
- Dans les pays anglophones et en Allemagne, le nombre d'années de mariage des noces de cuir.

### Sport
- En hockey, le Coup du chapeau, ou Hat-Trick: trois buts dans une même partie.
- Au rugby à XV, trois est le nombre du tighthead prop.
- Au baseball, trois représente la position du premier but.
- Au handball, trois représente la position du défenseur central.

### Terminologie
- L'expression « Haut comme trois pommes »
- L'expression « Jamais deux sans trois ».
- L'expression « Ça casse pas trois pattes à un canard ».

### Fiction
- Le nombre trois est très fréquent dans les contes, avec par exemple les trois vœux traditionnels qu'offrent les fées. Le troisième vœu a souvent comme finalité de réparer les dégâts causés par les deux premiers. De même, il y a souvent dans les histoires pour enfants trois personnages qui entreprennent la même action, le troisième ayant la sagesse qui manque aux deux autres (par exemple Les Trois petits cochons).
- Les Trois Mousquetaires.
- Les trois lois de la robotique dans les romans d'Isaac Asimov.
- Les Trois petits cochons dans le conte pour enfants.
- Boucle d'or et les Trois Ours (ou Les Trois Ours).
- Les Trois Jeunes Détectives d'Alfred Hitchcock.
- Le nombre de neveux de Donald (Riri, Loulou, Fifi).
- Les Trois Royaumes.
- Les Trois Sœurs de Tchekhov.
- Le nombre de frères dans Les Frères Karamazov de Dostoïevski.
- Les trios de Pokémon légendaires.
- Les trois reliques de la mort dans Harry Potter.
- Les trois protagonistes de Grand Theft Auto V (Trevor, Michael et Franklin).
- Les trois Seigneurs elfes dans Le Seigneur des anneaux de Tolkien.
- La Triforce de la licence du jeu Zelda (Celle du courage liée à Farore, celle de la force liée à Din et celle de la sagesse liée à Nayru)
- Les Trois Amiraux dans le manga One Piece qui représentent l'un des trois grands pouvoirs qui maintient la stabilité dans le monde.
- Le trio Légendaire dans le manga  Naruto composé de Jiraya, Tsunade et Orochimaru.